# Y-11 (航空機)
Y-11（中国語:运输11型、英語：Harbin Yunshuji Y11）とは、中華人民共和国黒竜江省にあるハルビン飛機工業集団が製造した、中国製の多用途レシプロ双発機である。

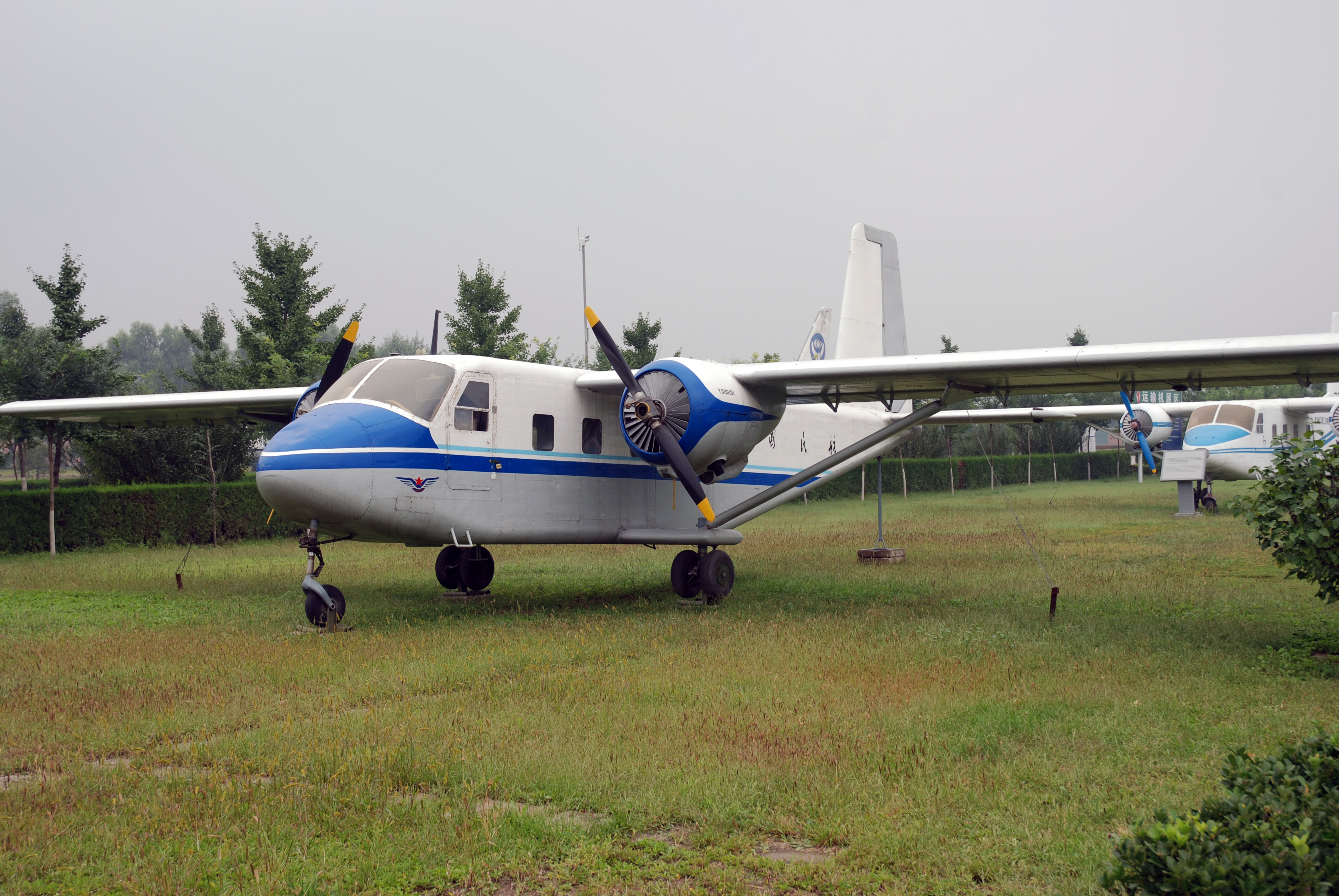

## 概要
Y-11は1974年4月に開発提案がなされ、1975年1月から実際にスタートし、1975年12月30日に初飛行に成功した。しかしながら、文化大革命による製造現場の混乱が大きく影響し、量産が始まったのは1977年4月3日のことであった。
現在までに多くの機体が製造されている。またエンジンをターボプロップに換装し機体を大型化して開発したものにY-12がある。

## 仕様
※使用単位についてはWikipedia:ウィキプロジェクト 航空/物理単位も参照
- 全長: 12 m
- 高さ: 4.64 m
- 全幅: 17 m
- 空虚重量: 2,140 kg
- 最大離陸重量: 3,1500 kg
- 最大搭載重量: 940 kg
- 発動機： 株洲活塞6型甲 空冷星型9気筒285HP
- 巡航速度: 220 km/h
- 航続距離: 965 km
- 最大実用上昇高度: 3,950 m
- 離陸距離: 510 m
- 着陸距離: 450 m
- 乗員: 運航乗務員1名と乗客7名（4列配置）